# Constance av Frankrike (grevinna av Toulouse)
Constance av Frankrike, född 1128, död 1177, var grevinna av Toulouse, gift med Englands tronföljare greve Eustace IV av Boulogne och därefter med greve Raimond V av Toulouse. Hon var dotter till kung Ludvig VI av Frankrike och Adelaide av Savojen.
Constance gifte sig 1140 med Englands tronföljare greve Eustace IV av Boulogne. Äktenskapet var barnlöst, och hon blev änka 1153. 
Året därpå, 1154, gifte hon sig med greve Raimond V av Toulouse. Hon fick under det äktenskapet fem barn. Constance deltog 1165 i konferensen i Lombers, som ledde till att katarerna dömdes som kättare, vilket ledde till albigenserkriget. 
År 1166 annullerades äktenskapet mellan Constance och Raimond av kyrkan på grund av otillåtet släktskap. Constance återvände sedan till Paris, där hon av sin bror Ludvig VII av Frankrike fick titeln grevinna av Saint-Gilles 1171, och bland annat finansierade en del byggnadsprojekt.  